# جورج هدسون (لاعب كريكت)
جورج هدسون (12 يوليو 1905 في المملكة المتحدة - 24 نوفمبر 1981 في المملكة المتحدة) (بالإنجليزية: George Hudson)‏ هو لاعب كريكت بريطاني (وحمل سابقاً جنسية المملكة المتحدة لبريطانيا العظمى وأيرلندا). لعب مع نادي مقاطعة لانكشر للكريكت ‏.

## وصلات خارجية
- جورج هدسون على موقع إي آس بي آن كريك إنفو (الإنجليزية)